# آبراهام کاپلان
آبراهام کاپلان (به انگلیسی: Abraham Kaplan)، (زاده ۱۱ ژوئن ۱۹۱۸ - درگذشته ۱۹ ژوئن ۱۹۹۳) فیلسوف آمریکایی بود که به‌عنوان اولین فیلسوفی که به‌طور منسجم علوم رفتاری را در کتاب خود به‌نام «رفتار تحقیق» (۱۹۶۴) بررسی کرد، شناخته شد. تفکر او تحت‌تأثیر عمل‌گرایان چارلز سندرز پیرس، ویلیام جیمز و جان دیویی قرار گرفت.